# Brač
Brač (latin: Bratzis, italiensk: Brazza) er en ø i den Kroatiske del af Adriaterhavet. Øen er en af de største i Adriaterhavet og har et areal på 394,57 km². Øens højeste bjerg  er Vidova Gora der med 780 moh. er det højeste bjerg på Adriaterhavets øer. Øen har 14.000 indbyggere (2001).  Supetar er den største by  med 3.500 indbyggere.
Et kendt turistmål på øen er stranden Zlatni Rat som ligger på sydkysten ved byen Bol.  